# Vazul
Vazul (n. secolul al X-lea d.Hr. – d. 1037) a fost un nobil maghiar, membru al casei domnitoare Arpad, duce al Nitrei, posesiunile căruia se întindeau de la râul Morava până la  Esztergom.
Vazul a fost fiul Adelaidei a Poloniei, sora sau fiica lui Mieszko I al Poloniei, și a soțului ei, Mihály, urmașul principelui Taksony.  A devenit duce undeva în perioada anilor 978–997. A fost unul unul dintre verii regelui Ștefan I și a participat la o tentativă de asasinare a monarhului. Ca urmare a eșecului complotului, el a fost exclus de la succesiunea la tronul Ungariei în favoarea lui Petru Orseolo și a fost cumplit pedepsit pentru trădare: i-au fost scoși ochii și i-a fost turnat plumb topit în urechi. Fii lui – Béla, Andrei și Levente – au  fost exilați.
După moartea regelui Ștefan I, în urma luptelor dinastice, primii doi fii ai săi, Béla și Andrei, aveau să ajungă regi ai Ungariei. Astfel, după moartea lui regelui Ștefan, linia veche a Casei Arpad s-a stins, casa domnitoare continuând să dea regi prin ramura tânără a familiei.

## Soții
- Katun Anastazya, sora țarului Bulgariei Samuil;
- Katalin a Bulgariei

## Resurse internet
- http://genealogy.euweb.cz/arpad/arpad1.html Arhivat în 5 martie 2016, la Wayback Machine.